# Actinocephalus
Actinocephalus là một chi thực vật có hoa trong họ Eriocaulaceae.

## Hình ảnh

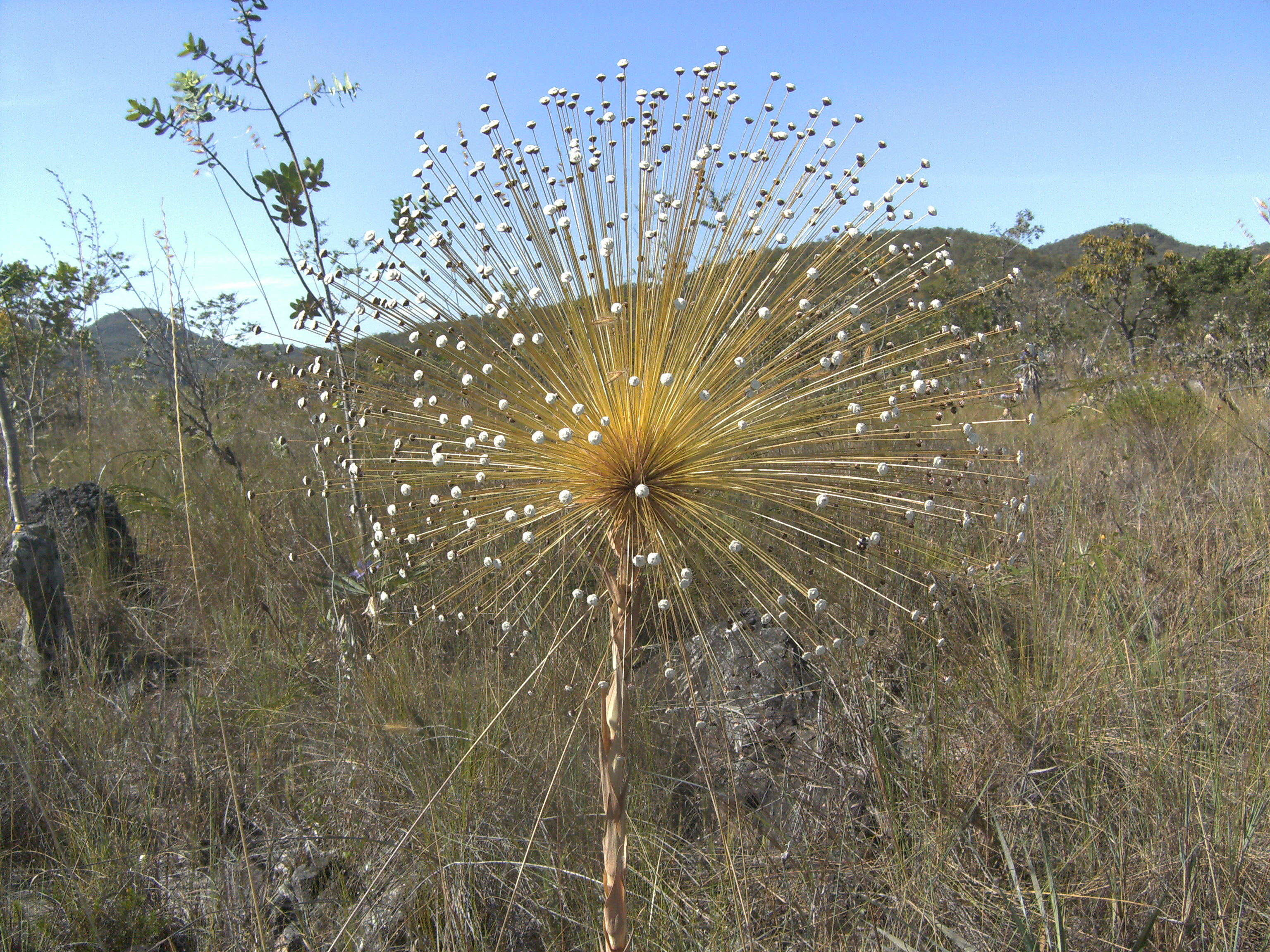
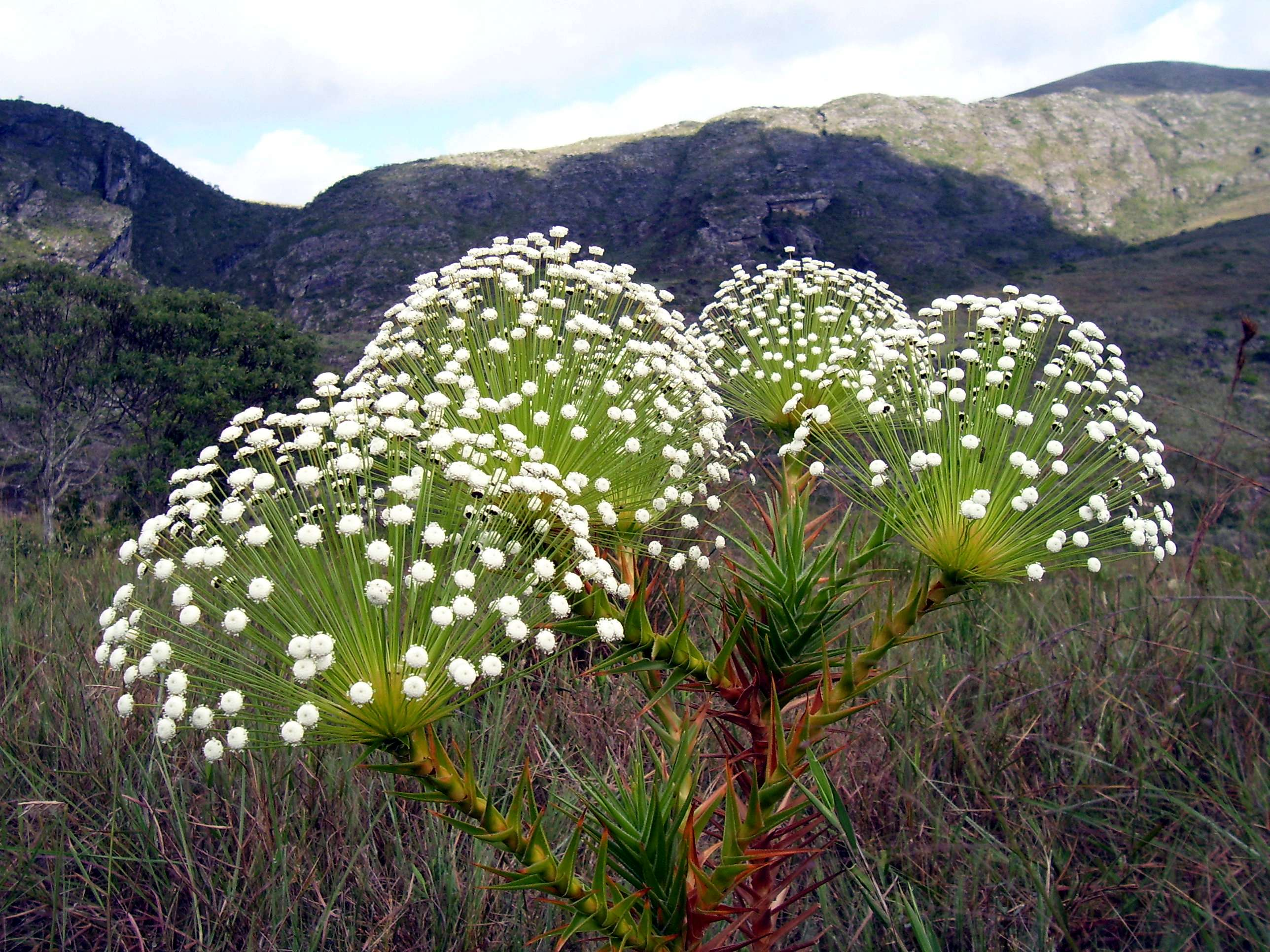